# Stefano di Tunisi
Stefano di Tunisi (Ivrea, 2 luglio 1986) è un giocatore di football americano italiano che gioca come wide receiver e kicker.
Il 31 ottobre 2021 si laurea campione d'Europa con la nazionale dopo aver battuto la nazionale svedese nella finale del campionato europeo per 41-14.

## Palmarès

### Nazionale
- Campionato europeo di football americano: 1

Europa 2021

### Club
- Italian Superbowl: 5

Seamen Milano 2014, 2015, 2017, 2018, 2019